# Zamia nesophila
Zamia nesophila là một loài thực vật hạt trần trong họ Zamiaceae. Loài này được A.S.Taylor, J.L.Haynes & Holzman mô tả khoa học đầu tiên năm 2008.